# Mehisti Kadın
Atiye Mehisti Kadınefendi (en turco otomano: ميهيستي معام, "presencia de la luna" o "deseo de la luna", 27 de enero de 1896 - 1964) fue la esposa del último califa del Islam Abdul Mejid II y ex príncipe heredero del Imperio Otomano.

## Vida
Mehisti nació el 27 de enero de 1896 en Adapazari y era hija de Hacımaf Bey Akalsba y su esposa Safiye Hanim. Su verdadero nombre era Atiye Akalsba. Tenía dos hermanos, Kamil Bey y Fevzi Bey, y tres hermanas, Zahide Hanim, Ayşe Mihridil Hanim y Mihrivefa Hanim. Era alta, con cabello castaño claro y ojos azules.
Se casó con Abdul Mejid el 16 de abril de 1912 en el Palacio de Bağlarbaşı. El 26 de enero de 1914 dio a luz a su única hija, Hatice Hayriye Ayşe Dürrüşehvar Sultan. En 1924 se exilió con los demás miembros de la familia. Primero fueron a Suiza y luego a Francia, donde se instalaron en París.
Durante el exilio, su hija Dürrüşehvar se casó con el príncipe Azam Jah, el hijo mayor de Osman Ali Khan, Asif Jah VII el Nizam de Hyderabad en Niza el 12 de noviembre de 1931 y se fue a vivir a la India británica. Tras la muerte de Abdul Mejid II en 1944, Mehisti se instaló en Middlesex, Londres.
Mehisti murió en 1964 de un derrame cerebral en Middlesex a los 67 o 68 años. Está enterrada en el cementerio de Brookwood, Londres. En 2006 su hija Dürrüşehvar murió, fue enterrada junto a ella.